# Girl Friends
Pour les articles homonymes, voir Girlfriend.
Girl Friends (ガールフレンズ, Gāru Furenzu) est une série de yuri mangas créée par Milk Morinaga. Elle a été prépubliée par l'éditeur Futabasha dans le magazine seinen Comic High! d'octobre 2006 à août 2010, avant d'être publiée sous la forme de cinq volumes. Le manga est licencié en France par Taifu Comics.

## Synopsis
Le manga raconte l'histoire de la lycéenne Mariko Kumakura, une élève studieuse mais asociale. Un jour, sa camarade de classe Akiko Ōhashi l'aborde abruptement et déclare vouloir devenir son amie. Akiko introduit Mariko à son cercle d'amies ainsi qu'à la « vie de lycéenne » : sorties entre copines, shopping, mode, régime… Mariko, d'abord bousculée par sa nouvelle amie extrêmement énergique, se lie rapidement d'amitié avec elle mais peu à peu, ses sentiments pour Akiko changent de forme ; est-ce de l'amour ?

## Personnages principaux
Mariko Kumakura (熊倉 真理子, Kumakura Mariko)
Voix japonaise : Mikoi Sasaki
Aussi connue sous le diminutif de « Mari », elle est la protagoniste principale de l'histoire. Jeune fille calme, studieuse, mais aussi asociale : elle passe son temps libre à lire et ne possède aucun ami. Sa rencontre avec Akiko va profondément changer sa personnalité comme elle s'ouvre au monde et à la vie sociale. Mari développe rapidement des sentiments pour Akiko qui dépassent largement le cadre de la simple amitié. À la fois effrayée par ses propres sentiments et persuadée que son amour est impossible, elle va tenter de s'éloigner d'Akiko.
Akiko Ōhashi (大橋 亜希子, Ōhashi Akiko)
Voix japonaise : Aya Endō
Aussi connue sous le diminutif de « Akko », elle est la seconde protagoniste de l'histoire. Jeune fille mignonne et énergique, sa vie gravite autour de son cercle d'amies et de la mode. Sans trop savoir pourquoi, elle est fascinée par Mari qui est toujours par elle-même le nez dans ses livres. Elle décide finalement de l'aborder pour devenir son amie et l'introduire à la « vie de lycéenne ». Si au départ Mari se révèle être enthousiaste, elle devient de plus en plus mal à l'aise auprès d'Akko. Ne comprenant pas pourquoi, Akko va tenter de comprendre ce qui ne va pas, alors que Mari s'éloigne de plus en plus d'elle. Après un temps de réflexion et d'interrogation, Akiko finit par comprendre qu'elle aussi est amoureuse de son amie.
Satoko Sugiyama (杉山 里子, Sugiyama Satoko)
Voix japonaise : Yū Kobayashi
Aussi connue sous le diminutif de « Sugi » elle est considérée comme la plus mature du groupe, indéniablement sexy, elle collectionne les petits amis. Très au fait des choses de l'amour, elle va se rendre compte de la situation dans laquelle se trouvent Mari et Akko et servir d'intermédiaire entre les deux jeunes filles. Elle va notamment devenir la confidente d'Akko.
Tamami Sekine (関根 珠実, Sekine Tamami)
Voix japonaise : Mika Kanai
Tamami, surnommée « Tamamin », est la meilleure amie de Sugi et aussi l'otaku du groupe. D'un naturel jovial et gaffeuse, elle est totalement ignorante de ce qui se passe entre Mari et Akko.

## Manga
Girl Friends a été prépublié par l'éditeur Futabasha dans le magazine seinen Comic High! d'octobre 2006 à août 2010, avant d'être publié sous la forme de cinq volumes. À l'international, le manga est d'abord publié à Taiwan par Sharp Point Press en 2008, en Russie par Palma Press en 2010, en France par Taifu Comics en 2011, en Allemagne par Carlsen en 2012, et finalement en Amérique du Nord par Seven Seas Entertainment en 2012.

### Liste des volumes
| no | Japonais          | Japonais          | Français          | Français       |
| no | Date de sortie    | ISBN              | Date de sortie    | ISBN           |
| -- | ----------------- | ----------------- | ----------------- | -------------- |
| 1  | 12 décembre 2007  | 978-4-575-83437-6 | 10 février 2011   | 978-2351804650 |
| 2  | 12 novembre 2008  | 978-4-575-83547-2 | 7 avril 2011      | 978-2351804803 |
| 3  | 12 septembre 2009 | 978-4-575-83673-8 | 23 juin 2011      | 978-2351805008 |
| 4  | 11 juin 2010      | 978-4-575-83780-3 | 22 septembre 2011 | 978-2351805282 |
| 5  | 12 novembre 2010  | 978-4-575-83836-7 | 8 décembre 2011   | 978-2351805442 |

## Dramatique CD
Une adaptation du manga sous la forme d'un dramatique CD est réalisée par Midori Shimazawa et publiée le 28 janvier 2011.

## Réception
Le site Anime News Network donne une critique globalement positive de Girl Friends dans son article Right Turn Only!! ; le manga est comparé aux classiques du genre que sont Fleurs Bleues et Sasameki Koto par le fait qu'il présente « de façon réaliste » une romance lesbienne, mais sa fin jugée « relativement abrupte » lui est reprochée.

### Édition japonaise
1. 1 2  (ja) « GIRL FRIENDS 1 », sur Futabasha (consulté le 29 septembre 2016).
2. 1 2  (ja) « GIRL FRIENDS 2 », sur Futabasha (consulté le 29 septembre 2016).
3. 1 2  (ja) « GIRL FRIENDS 3 », sur Futabasha (consulté le 29 septembre 2016).
4. 1 2  (ja) « GIRL FRIENDS 4 », sur Futabasha (consulté le 29 septembre 2016).
5. 1 2  (ja) « GIRL FRIENDS 5 完 », sur Futabasha (consulté le 29 septembre 2016).